# Kalist III., protupapa
Protupapa Kalist III., rođen kao Giovanni of Struma, katolički protupapa od 1168. do 1178. godine. 